# Innokentij Smoktunovskij

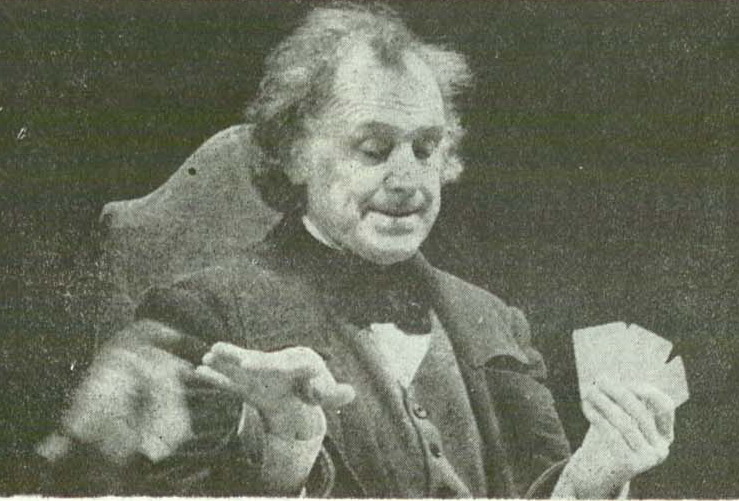
Innokentij Smoktunovskij (foto publicerat 1985).

Innokentij Michajlovitj Smoktunovskij (ryska: Иннокентий Михайлович Смоктуновский), ursprungligen Smoktunovitj, född 28 mars 1925 i guvernementet Tomsk, död 3 augusti 1994, var en rysk skådespelare inom teater och film.
Asteroiden 4926 Smoktunovskij är uppkallad efter honom.

## Filmografi i urval
- 1960 – Diamanter betalas högt
- 1962 – 9 dagar av ett år
- 1964 – Hamlet
- 1965 – Höstens sista månad
- 1966 – Beregis avtomobilja
- 1969 – Min första kärlek
- 1970 – Tjajkovskij
- 1970 – Brott och straff
- 1970 – Onkel Vanja
- 1974 – Moskva-Kassiopeja
- 1974 – Hägern och tranan (berättarröst)
- 1974 – Spegeln (berättarröst)
- 1975 – De kämpade för sitt land
- 1976 – Förtroende – Lenin och Finland
- 1977 – Prinsessan på ärten
- 1978 – Fiender
- 1980 – Moskva tror inte på tårar (som sig själv)
- 1987 – Svarta ögon